# Marmopteryx marmorata
Marmopteryx marmorata är en fjärilsart som beskrevs av Alpheus Spring Packard 1896. Marmopteryx marmorata ingår i släktet Marmopteryx och familjen mätare. Inga underarter finns listade i Catalogue of Life.